# Eugen Hofmeister

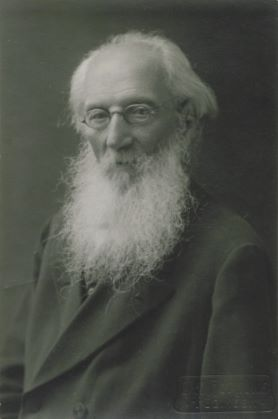
Eugen Hofmeister auf einem Portraitfoto von Julius Wilhelm Hornung

Eugen Hofmeister (* 23. März 1843 in Rottenburg am Neckar; † 8. Dezember 1930 in Tübingen) war ein deutscher Maler, Zeichenlehrer, Kunsterzieher, Künstler, Pädagoge und Professor in Tübingen.

## Leben und Wirken
Eugen Hofmeister war von 1880 bis 1909 Universitätszeichenlehrer an der Universität Tübingen.

## Bilder in der Tübinger Professorengalerie
Folgende seiner Bilder sind in der Tübinger Professorengalerie erhalten:

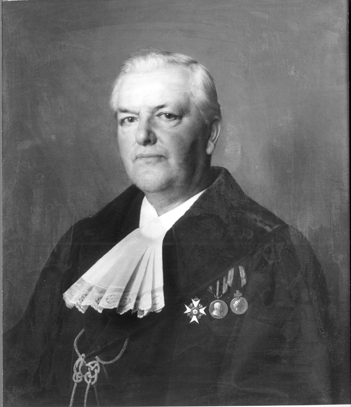
Franz Xaver Funk
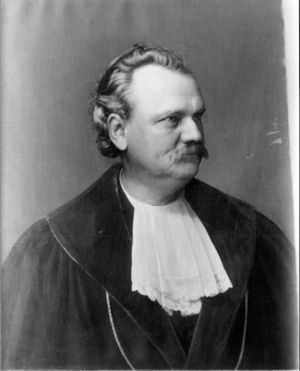
Johann von Säxinger